# Halina Sevruk
Halina Sevruk (Oekraïens: Галина Сильвестрівна Севрук) (Samarkand, 18 mei 1929 – 13 februari 2022) was een Oezbeeks beeldhouwster. Ze kreeg erkenning voor de reliëfs die ze maakte van historische figuren uit de Oekraïense geschiedenis en folklore.
Sevruk studeerde aan de Kyiv State Art Institute in Kiev, waar ze in 1959 afstudeerde.
In 1968 werd ze uit de Union of Artists of Ukraine verbannen, omdat ze zich openlijk distantieerde van de politieke vervolging van haar vrienden.
- Gemeinsame Normdatei: 1251900674
- International Standard Name Identifier: 0000 0004 0867 6048
- Library of Congress Control Number: n2017003754
- Nationale Bibliotheek van Tsjechië: js20191020934
- Virtual International Authority File: 301636009